# Pneumonologia i Alergologia Polska
Pneumonologia i Alergologia Polska – to oficjalny dwumiesięcznik Polskiego Towarzystwa Chorób Płuc oraz Instytutu Gruźlicy i Chorób Płuc wydawany przez Wydawnictwo Via Medica. Redaktorem naczelnym jest dr hab. Monika Szturmowicz. Zastępcą redaktora naczelnego jest prof. Paweł Górski.
W skład rady naukowej wchodzą samodzielni pracownicy naukowi z tytułem profesora lub doktora habilitowanego z Polski oraz z zagranicy. Artykuły ukazują w języku angielskim lub polskim (drukowane są również abstrakty w wersji dwujęzycznej, po polsku i angielsku). 

## Działy
- artykuły redakcyjne
- prace oryginalne
- prace poglądowe
- prace kazuistyczne
- kronika
- listy do redakcji

## Indeksacja
- Index Copernicus (IC)
- Index Medicus/MEDLINE
- Scopus
- EMBASE

Współczynniki cytowań:
- Index Copernicus (2009): 6,08[1]

Na liście czasopism punktowanych przez polskie Ministerstwo Nauki znajduje się w części B z sześcioma punktami.